# National Basketball Association 1973/1974
National Basketball Association 1973/1974 var den 28:e säsongen av den amerikanska proffsligan i basket. Säsongen inleddes den 9 oktober 1973 och avslutades den 27 mars 1974 efter 697 seriematcher, vilket gjorde att samtliga 17 lagen spelade 82 matcher var.
Söndagen den 12 maj 1974 vann Boston Celtics sin tolfte NBA-titel efter att ha besegrat Milwaukee Bucks med 4-3 i matcher i en finalserie i bäst av 7 matcher.
All Star-matchen spelades den 15 januari 1974 i Seattle Center Coliseum i Seattle, Washington. Western Conference vann matchen över Eastern Conference med 134-123.

## Grundserien
Not: V = Vinster, F = Förluster, PCT = Vinstprocent
- Lag i GRÖN färg till en slutspelserie.
- Lag i RÖD färg har spelat klart för säsongen.

Eastern Conference
| Pos | Lag                | V  | F  | PCT  |
| --- | ------------------ | -- | -- | ---- |
| 1   | Boston Celtics     | 56 | 26 | .683 |
| 2   | New York Knicks    | 49 | 33 | .598 |
| 3   | Buffalo Braves     | 42 | 40 | .512 |
| 4   | Philadelphia 76ers | 25 | 57 | .305 |

| Pos | Lag                 | V  | F  | PCT  |
| --- | ------------------- | -- | -- | ---- |
| 1   | Capital Bullets     | 47 | 35 | .573 |
| 2   | Atlanta Hawks       | 35 | 47 | .427 |
| 3   | Houston Rockets     | 32 | 50 | .390 |
| 4   | Cleveland Cavaliers | 29 | 53 | .354 |

Western Conference
| Pos | Lag                     | V  | F  | PCT  |
| --- | ----------------------- | -- | -- | ---- |
| 1   | Milwaukee Bucks         | 59 | 23 | .720 |
| 2   | Chicago Bulls           | 54 | 28 | .659 |
| 3   | Detroit Pistons         | 52 | 30 | .634 |
| 4   | Kansas City-Omaha Kings | 33 | 49 | .402 |

| Pos | Lag                    | V  | F  | PCT  |
| --- | ---------------------- | -- | -- | ---- |
| 1   | Los Angeles Lakers     | 47 | 35 | .573 |
| 2   | Golden State Warriors  | 44 | 38 | .537 |
| 3   | Seattle SuperSonics    | 36 | 46 | .439 |
| 4   | Phoenix Suns           | 30 | 52 | .366 |
| 5   | Portland Trail Blazers | 27 | 55 | .329 |

## Slutspelet
De fyra bästa lagen i den östra och den västra konferensen gick till slutspelet. I kvartsfinalserierna (konferenssemifinal) mötte det bästa laget i grundserien det fjärde bästa i sin konferens, medan det andra och tredje bästa inom samma konferens möttes. De vinnande kvartsfinallagen inom sin konferens möttes sen i semifinalserier (konferensfinal). Alla slutspelsserier avgjordes i bäst av 7 matcher.
|  | Konferenssemifinaler | Konferenssemifinaler | Konferenssemifinaler |          |   | Konferensfinaler | Konferensfinaler | Konferensfinaler |  |  | NBA-final | NBA-final | NBA-final |
|  |                      |                      |                      |          |   |                  |                  |                  |  |  |           |           |           |
|  | 1                    | Milwaukee            | 4                    |          |   |                  |                  |                  |  |  |           |           |           |
|  | 4                    | L.A. Lakers          | 1                    |          |   |                  |                  |                  |  |  |           |           |           |
|  | 4                    | L.A. Lakers          | 1                    |          | 1 | Milwaukee        | 4                |                  |  |  |           |           |           |
|  | Western Conference   |                      |                      |          | 1 | Milwaukee        | 4                |                  |  |  |           |           |           |
|  |                      |                      | 2                    | Chicago  | 0 |                  |                  |                  |  |  |           |           |           |
|  | 3                    | Detroit              | 2                    | Chicago  | 0 | 3                |                  |                  |  |  |           |           |           |
|  | 3                    | Detroit              |                      |          |   | 3                |                  |                  |  |  |           |           |           |
|  | 2                    | Chicago              | 4                    |          |   |                  |                  |                  |  |  |           |           |           |
|  |                      |                      |                      |          |   |                  |                  |                  |  |  | W1        | Milwaukee | 3         |
|  |                      |                      | E1                   | Boston   | 4 |                  |                  |                  |  |  |           |           |           |
|  | 1                    | Boston               | 4                    |          |   |                  |                  |                  |  |  |           |           |           |
|  | 4                    | Buffalo              | 2                    |          |   |                  |                  |                  |  |  |           |           |           |
|  | 4                    | Buffalo              | 2                    |          | 1 | Boston           | 4                |                  |  |  |           |           |           |
|  | Eastern Conference   |                      |                      |          | 1 | Boston           | 4                |                  |  |  |           |           |           |
|  |                      |                      | 2                    | New York | 1 |                  |                  |                  |  |  |           |           |           |
|  | 3                    | Capital              | 2                    | New York | 1 | 3                |                  |                  |  |  |           |           |           |
|  | 3                    | Capital              |                      |          |   | 3                |                  |                  |  |  |           |           |           |
|  | 2                    | New York             | 4                    |          |   |                  |                  |                  |  |  |           |           |           |

### NBA-final
Milwaukee Bucks mot Boston Celtics
| Match   | Datum    | Hemmalag  | Bortalag  | Resultat  | Not      |
| ------- | -------- | --------- | --------- | --------- | -------- |
| Match 1 | 28 april | Milwaukee | Boston    | 83 - 98   |          |
| Match 2 | 30 april | Milwaukee | Boston    | 105 - 99  | Ef.förl. |
| Match 3 | 3 maj    | Boston    | Milwaukee | 95 - 83   |          |
| Match 4 | 5 maj    | Boston    | Milwaukee | 89 - 97   |          |
| Match 5 | 7 maj    | Milwaukee | Boston    | 87 - 96   |          |
| Match 6 | 10 maj   | Boston    | Milwaukee | 101 - 102 | Ef.förl. |
| Match 7 | 12 maj   | Milwaukee | Boston    | 87 - 102  |          |

Boston Celtics vann finalserien med 4-3 i matcher